# Heliconius pasithoe
Heliconius pasithoe är en fjärilsart som beskrevs av Pieter Cramer 1775/77. Heliconius pasithoe ingår i släktet Heliconius och familjen praktfjärilar. Inga underarter finns listade i Catalogue of Life.